# بريوم جميل
بريوم جميل (الاسم العلمي:Bryum pulchrum) هي نوع من النباتات يتبع جنس البريوم من الفصيلة البريوية.